# Gadingrejo (Gadingrejo)
Gadingrejo is een bestuurslaag in het regentschap Pasuruan van de provincie Oost-Java, Indonesië. Gadingrejo telt 10.389 inwoners (volkstelling 2010).